# Ballana verutus
Ballana verutus är en insektsart som beskrevs av Van Duzee 1925. Ballana verutus ingår i släktet Ballana och familjen dvärgstritar. Inga underarter finns listade i Catalogue of Life.